# Bidet (cheval)
Vous lisez un « article de qualité » labellisé en 2013.
Pour les articles homonymes, voir Bidet.
Un bidet est un petit cheval trapu à tout faire, qui servait indifféremment à la selle, au bât ou au trait, essentiellement pour les roturiers ou des agents de l’État. Son existence est documentée du XVe siècle au XIXe siècle. En France, la plupart des individus sont originaires de Bretagne et du Morvan, où deux races sont identifiées. Plusieurs types existent en fonction de l'emploi recherché, tels que le bidet d'allure, le bidet de compagnie et le bidet de poste. Ils sont élevés de manière semi-sauvage, sans véritable sélection.
La plupart disparaissent au XIXe siècle avec l'industrialisation, qui induit un fort développement des routes carrossables et du chemin de fer, rendant les chevaux carrossiers et les chevaux de trait plus adaptés. L'utilisation du bidet breton et du bidet du Morvan régresse fortement dans les années 1850, si bien qu'à la fin du siècle, tous deux ont disparu. Si l'emploi du nom de « bidet » a beaucoup régressé au XXe siècle au profit de celui de « poney », ce petit cheval reste connu dans la culture populaire, à travers romans et expressions populaires, surtout grâce à la comptine « À dada sur mon bidet ».

## Étymologie et terminologie
Le nom de « bidet » est utilisé essentiellement en France, où il a fortement marqué la culture populaire. Il apparaît dès 1564 chez Rabelais, pour désigner un « petit cheval », par probable emprunt à l'ancien français « bider » qui signifie « trotter », lui-même issu de « rabider », soit « accourir en hâte », utilisé au XIVe siècle. Selon le Trésor de la langue française, le mot désigne un « petit cheval de poste, trapu et vigoureux, que montaient les courriers ; un petit cheval de selle ou de trait ». L'emploi du féminin « bidette » est attesté dans un écrit de Flaubert.
Le mot « bidet » a fini par désigner le petit cheval de selle du peuple, d'« un genre peu élevé », c'est pourquoi qualifier un cheval de « bidet » est également une manière péjorative de le désigner. Certains paysans du milieu du XXe siècle, au labour, appellent encore leurs chevaux de trait « mes bidets », mais l'usage de ce nom a beaucoup régressé au profit de celui de « poney ».
Le meuble d'eau servant à la toilette intime a été appelé bidet par métaphore cavalière depuis 1739. Cette analogie est vraisemblablement due à la petite taille des bidets, car le meuble de toilette impose une position à califourchon avec les deux pieds reposant au sol.

## Histoire
L'histoire des bidets est associée à celle des roturiers et à l’État. Ces chevaux n'ont de valeur que pour la force de travail qu'ils peuvent apporter à un moindre coût. C'est pourquoi la beauté, la taille, la robe et le sexe n'ont aucune importance, seules la capacité au travail et la rusticité entrent en ligne de compte. De tous temps, ce type d'élevage s'effectue contre les recommandations des responsables des haras nationaux, qui ne cessent de critiquer ces « petits chevaux laids », en souhaitant leur disparition. Ils sont élevés de façon semi-sauvage sans véritable sélection. Durant l'Antiquité, la Bretagne et la Normandie élèvent de petits chevaux, peut-être introduits par les Celtes depuis leurs migrations asiatiques. Au XVIe siècle, la Normandie héberge des bidets lourds et résistants, aptes à tracter sur de longues distances et à servir de diligenciers ou de chevaux d'artillerie,.

### XVIIeetXVIIIesiècles

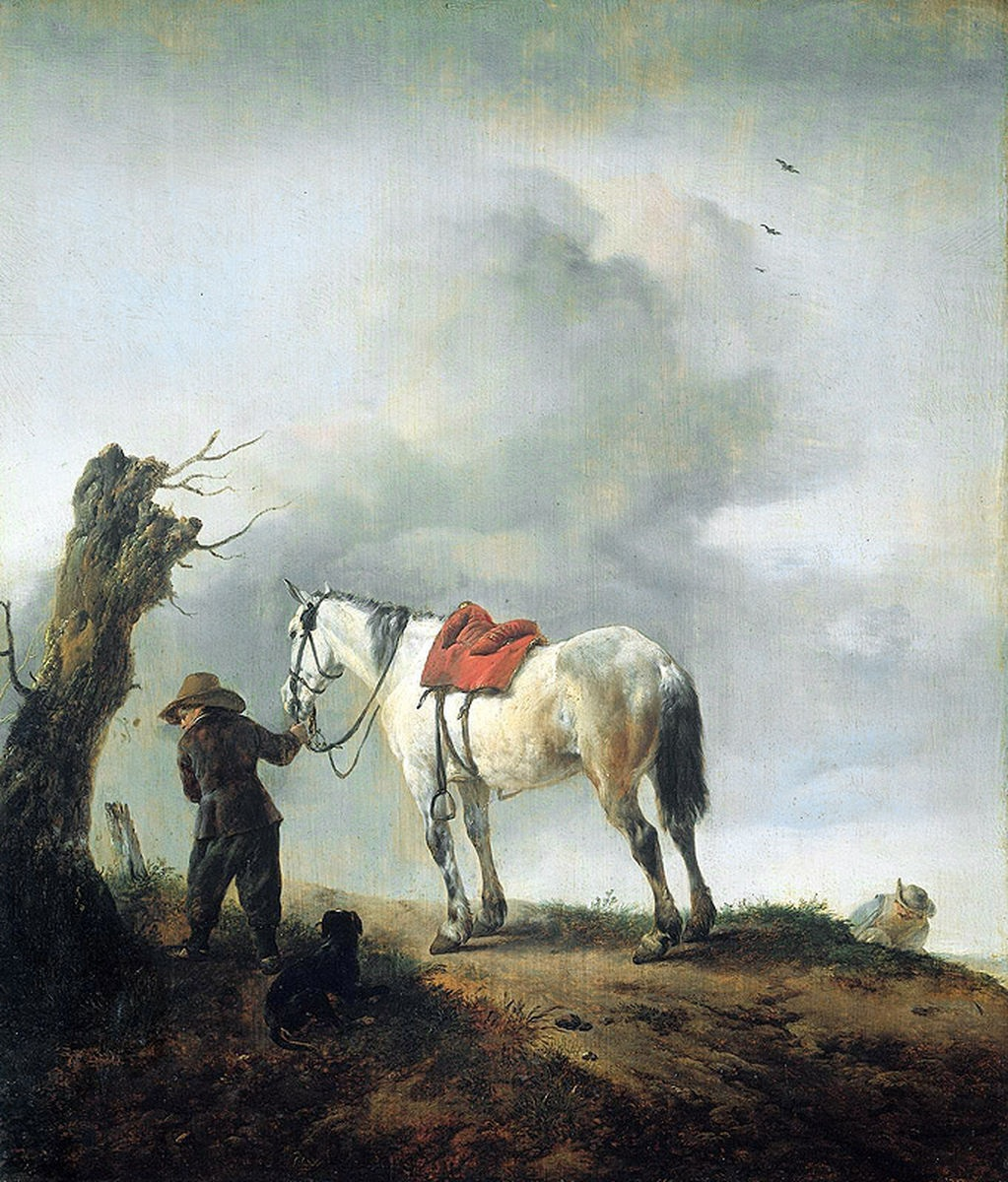
Philips Wouwerman, The grey, 1646 : cette peinture représente probablement un bidet de selle, selon Bernadette Lizet.

Au XVIIe siècle, la plupart des bidets se trouvent en Bretagne. Durant tout le XVIIIe siècle, ils proviennent également de l'Auvergne, du Poitou, du Morvan et de Bourgogne. Dans le Morvan et en Auvergne (avec le Vivarais et le Limousin, des bidets de selle sont élevés. Jusqu'à la fin du XVIIIe siècle, cet élevage est considéré comme florissant, mais les réquisitions successives qui suivent la Révolution française entraînent une crise, d'autant que ces petits chevaux semblent demandés par les armées. Ces animaux sont activement recherchés par des marchands qui font le tour des villages, même à plusieurs dizaines de kilomètres à la ronde, pour les acheter et les revendre. Les bidets noirs du Cotentin jouissent d'une bonne réputation jusque vers 1775.

### Disparition
Plusieurs hippologues, entre autres Jacques Mulliez, constatent la disparition des bidets du XIXe siècle jusqu'au début du XXe siècle,. Selon Bernadette Lizet, ce type d'élevage est abandonné, car devenu inintéressant en raison d'une multitude de facteurs : amélioration des routes permettant le passage des véhicules attelés, modernisation de l'agriculture, percement de canaux et arrivée du chemin de fer. Cette disparition commence dans les « pays d'élevage » où sont stationnées des juments, les bidets aptes à la selle étant éliminés au profit de chevaux plus grands et plus forts, aptes à la traction. L'introduction de juments de trait dans le Bazois, documentée par des chiffres de vente, se fait au détriment des bidets vendus moins cher et qui ne peuvent tracter aussi efficacement. Les bidets morvandiaux, croisés avec étalons et juments de trait, disparaissent complètement durant la seconde moitié du XIXe siècle. Dans la Brenne, le poney « brennou », employé comme bidet, disparaît avec l'assèchement des marais de la région. Un autre type de bidet des landes et des bois disparaît près de Derval et de Blain.
Dès les années 1850, le bidet breton devient, du moins au centre de la Cornouaille et du Morbihan, beaucoup moins recherché. L'état des voies de communication généralise l'usage de la traction hippomobile. Vers 1859, il n'est plus utilisé que dans son pays de naissance, malgré ses qualités de sobriété et de robustesse. Il est remplacé par les chevaux de trait breton venus du Léon et du Trégor. Les petits chevaux de selle, comme le bidet du marchand normand, sont tournés en dérision par les promoteurs des races carrossières. Au début du XXe siècle, les bidets bretons « ne sont plus qu'un souvenir ». La disparition n'est pas seulement physique, car Daniel Roche et Daniel Reytier notent aussi une modification dans le vocabulaire employé. Au mot « bidet » se substitue de plus en plus celui de « poney », importé des pays anglo-saxons dans les années 1820 et 1830.

### Héritage
Quelques « bidets » sont mentionnés au XXe siècle, revêtant plus une notion de désignation pour un petit cheval de travail que le rattachement à un type ou une race. Durant la Première Guerre mondiale, les Allemands auraient amené « des bidets » dans la région du Boulonnais. Un commandant de Rancourt défend l'utilisation du « bidet Sancerrois » pour affronter l'Allemagne nazie en 1939.
De nos jours, les différents bidets français ont tous disparu sans donner de races eux-mêmes, bien qu'ils en aient influencé certaines : le Centre-montagne, également appelé le « petit trait Breton », est issu des zones montagneuses bretonnes où s'élevaient les bidets et constitue la plus petite variété de la race bretonne. Il est inclus en 1927 aux types reconnus de la race, avec le trait et le postier bretons, il toise alors environ 1,40 m. Il descendrait des bidets de montagne, et aurait survécu « parce qu'il y a toujours eu des éleveurs pour monter à cheval, dans la montagne »,.

## Description

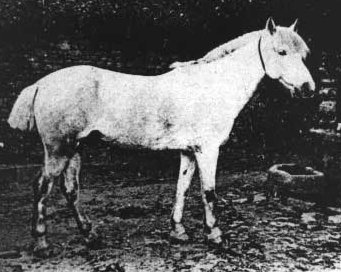
Marc'h Land, un bidet breton gris truité d'1.48 m, tel que les paysans en montaient avant l'amélioration des routes.

Les bidets ne forment pas une race, si l'on excepte les deux reconnus comme tels en Bretagne et dans le Morvan. Il est difficile de les décrire, puisqu'en tant que « chevaux de route », ils sont intermédiaires entre cheval de selle et cheval de trait. Au XVIIIe siècle, leur taille va sans doute de 1,10 à 1,35 m, ce qui correspond à celle d'un poney. Plusieurs « types » de bidets sont historiquement distingués. Dans l'armée française, le bidet de compagnie porte le matériel. Le bidet de poste est la monture des estafettes et, selon l'Encyclopédie de Diderot et d'Alembert, c'est un « petit cheval de poste sur lequel on monte, qu’on n’attelle point à la chaise de poste ». Le double-bidet est décrit comme « plus grand et plus renforcé que les bidets ordinaires ». Les bidets d'allure sont, selon le Trésor de la langue française, « des chevaux qui, dans le pas dit relevé, ne lèvent les pieds que le moins possible, condition de vitesse ». Ils proviennent majoritairement de Normandie, où jusqu'au début du XIXe siècle, on trouve des animaux semi-sauvages élevés « à l'économie », néanmoins assez forts pour labourer. Certains bidets d'allures sont dressés à aller l'amble.

### Bidets Bretons

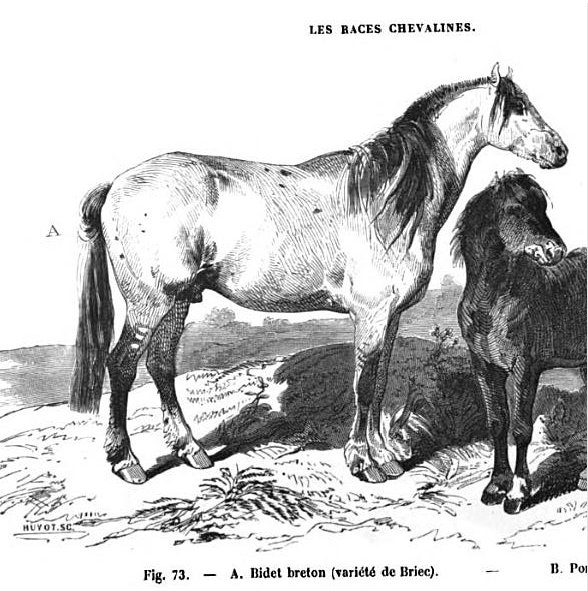
Bidet breton de Briec, sur une gravure de 1861.

D'après Mikael Bodlore-Penlaez et Divi Kervella, il existait quatre types de bidets bretons, tous disparus dans les années 1850 : le bidet de Briec (Kezeg Kernev bidochenn, en Cornouaille), le bidet des montagnes (Kezeg-menez, dans l’Est des monts d’Arrée), le bidet des landes (Kezeg-lann, à Loudéac près de Rennes), et le bidet d'Ouessant (Kezeg bihan Eusa). Les bidets Bretons (et « double-bidets ») sont recherchés historiquement pour leur amble, qu'ils connaissent naturellement ou qui leur est inculqué. Ils se trouvent dans les environs de Briec et de Carhaix, dans les vallées et sur le couchant des monts d'Arrée, et sur le littoral du Morbihan. Ces animaux sont peu homogènes, généralement élevés par des paysans pauvres. D'après les descriptions du milieu du XIXe siècle, leur robe est surtout l'alezan sous différentes nuances, la taille va de 1,38 à 1,40 m. La tête est carrée, camuse, un peu forte, mais sèche et ordinairement plaquée. L’œil est vif, l'encolure est droite et assez mince, le garrot peu développé, les épaules sèches, le corps arrondi, ample, court et ramassé, la croupe arrondie et basse, les membres forts, les jarrets larges et bien évidés mais quelquefois clos, les boulets très fournis de crins mais sans longs poils, les pieds très bien conformés. Les animaux des environs de Carhaix sont plus anguleux et ont un peu plus de taille que ceux de Briec et de Châteauneuf,. La variété propre à Briec, ou « bidet de Cornouaille », a connu une très grande popularité. Ceux qui trottent ont des allures allongées et très vives, travaillant jusqu'à un âge avancé, sans que leurs aplombs et leurs membres n'en souffrent, tout en se contentant de peu de nourriture. Cette sobriété a valu au bidet breton le surnom de « cosaque de la France » durant la campagne de Russie.
En Loire-Atlantique, un bidet des landes et des bois, décrit à la fin de l'Ancien Régime comme dépassant à peine 1,20 m, vivait près de Derval et de Blain. Il était réputé pour être doté « d'une vigueur, d'une sobriété et d'une robustesse stupéfiantes ».

### Bidet du Morvan
Le cheval du Morvan, ou bidet du Morvan, est un bidet propre à cette région, réputé pour sa rusticité et sobriété,. Paul Diffloth, qui affirme ses qualités, dit qu'il est capable de trotter à 12 km/h sur les mauvais chemins. Plutôt tardif, le bidet du Morvan est propre à l'emploi après l'âge de sept ans. Il est trapu et ramassé comme le bidet breton, mais un peu plus distingué. Vraisemblablement, il devait avoir un physique de poney, un aspect sauvage, léger et robuste. Son mode de vie est adapté à son pays rude, car ces chevaux passent au second plan et se nourrissent des refus des bovins, dont l'élevage est plus lucratif.

## Utilisations
Au XVIIe siècle, les bidets servent à transporter la production des fermes, le bois et le fumier. Ils sont essentiellement employés au travail, aussi bien au tirage qu'au portage de personnes ou de matériaux. Au début du XIXe siècle, le bidet breton est « en France, la monture de presque tous ceux que leur profession appelle à monter journellement à cheval ». D'après Éphrem Houël, il n'est pas rare de faire parcourir, à des bidets de train, des distances de trente à quarante kilomètres, à raison de « vingt-quatre kilomètres à l'heure », ce qui semble exagéré.
À partir de 1806, des courses locales sont organisées, notamment dans les départements de l’Orne, de la Corrèze et du Morbihan. Si, en région parisienne, elles voient s'affronter uniquement de fins Pur-sang, les bidets participent un temps à ces épreuves en province, particulièrement en Bretagne et en Basse-Normandie. L'utilisation de bidets au labour est beaucoup plus rare, et toujours associée à un attelage mixte avec des bœufs. Le bidet est placé en tête, devant les bovins.

## Dans la culture populaire

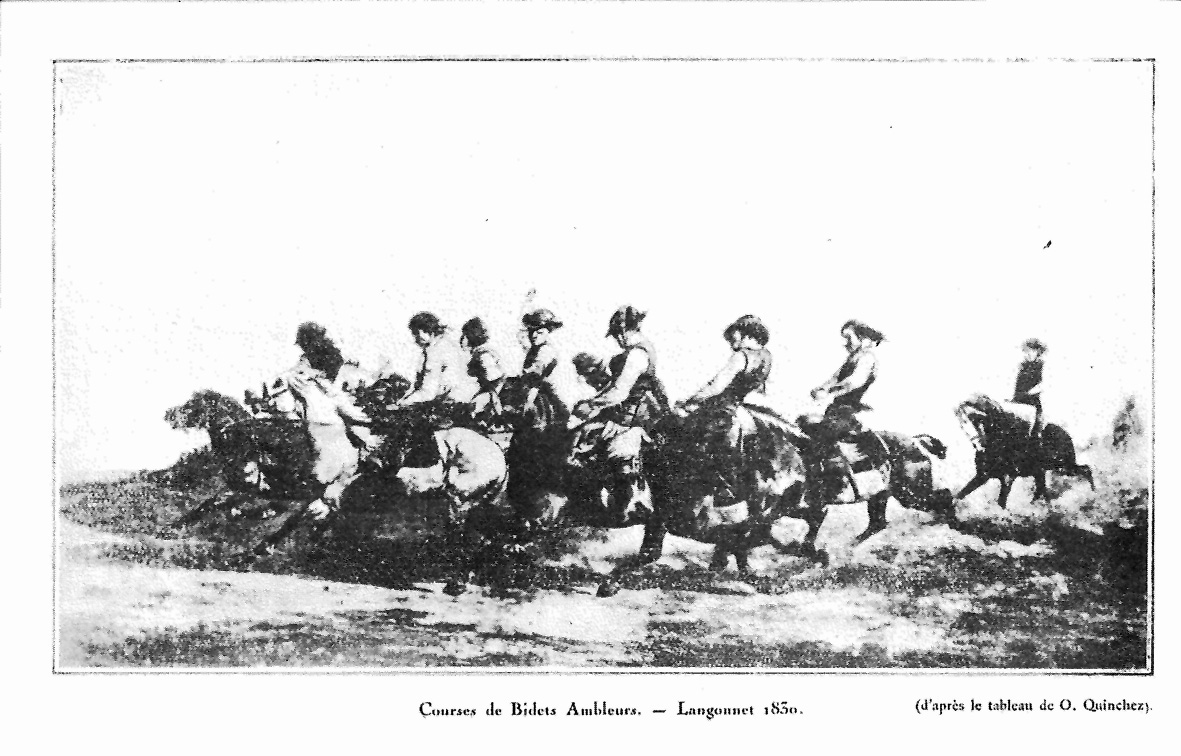
Courses de bidets ambleurs à Langonnet en 1830.

Les bidets ont laissé bien des traces dans la culture populaire, puisqu'ils sont mentionnés dans des romans, des contes, des expressions et une comptine. Leur souvenir est particulièrement présent en Bretagne, notamment à travers la tradition, bien documentée par les folkloristes du XIXe siècle, de la course « de clocher à clocher » dans laquelle les cavaliers s'affrontent sur des bidets du pays, ceux des montagnes bretonnes étant ambleurs. Un conte populaire collecté par Émile Souvestre, La Groac'h de l'île du Lok, parle d'un bâton qui se change en « bidet rouge de Saint-Thégonnec ». La Bretagne célèbre régulièrement le souvenir de ces petits chevaux, qui font partie intégrante de l'histoire locale.
En patois boulonnais, l'expression Descinds 'd tin bidét, t'es din 'l salon signifie « reviens sur terre et écoute ce qu'on te dit ».

### Comptines
À dada, sur mon bidet est une comptine francophone que les parents chantent en faisant sauter un jeune enfant sur leurs genoux. La version la plus classique est :
À dada sur mon bidet

Quand il trotte il fait des pets.

Prout, prout, prout cadet !
Il en existe de nombreuses variantes régionales, y compris en Belgique et en Suisse.
Le chanteur français Jacques Dutronc reprend les paroles de cette comptine dans sa chanson Fais pas ci, fais pas ça.

## Dans la fiction

### Littérature
- Stendhal, dans son roman Lucien Leuwen (1834), parle de « bidets de dix à douze louis, peu dignes d'un officier bien ficelé et requinqué […], et bons tout au plus à faire une course; de vrais bidets »[52].
- Émile Moselly cite, dans son roman Terres lorraines (1907), un bidet de campagne attelé à un cabriolet, doté d'une toison jaunâtre et boueuse qui lui donne l'air d'un animal sauvage, non sans insister sur la résistance de l'animal malgré cette apparence chétive, et son « galop d'enfer »[53].
- L'animal est cité par Balzac dans son roman Le Médecin de campagne[54] (1833), et par Henri Pourrat dans le troisième volume, Le Pavillon des amourettes, de son roman Gaspard des montagnes[55] (1930).
- Dans le roman Les Trois Mousquetaires[56] (1844) d’Alexandre Dumas, D'Artagnan se rend à Paris sur un « bidet du Béarn »